# ラピカ (IC乗車カード)
ラピカ（Rapica）は、2005年4月1日に利用が開始されたICカード式乗車カードであるかごしま共通乗車カードの一種。制度上は回数乗車券の位置づけである。
愛称は「Ride And Pay Intelligent Card」に由来し、「らくらく、ピッ、と乗れるカード」の意味を含んでいる。iの上には放射状に3本の線が引いてあり、灯台や街灯を形どったものである。

## 概要

相互利用関係（クリックで拡大）

鹿児島市電、鹿児島市営バス、南国交通バス、JR九州バス北薩線、桜島フェリーで利用できるIC乗車カードで、ソニーが開発した「FeliCa」を使用しており、サイバネ規格に準拠している。2014年12月までの累計発行枚数は、約25.7万枚となっている。
いわさきコーポレーショングループが発売するIC乗車カードのいわさきICカードとの相互利用により、鹿児島交通、種子島・屋久島交通、鹿児島商船、垂水フェリーでも利用可能であることから、鹿児島県内にとどまらず、熊本県南部（水俣市）や宮崎県西部（都城市）に通ずるバス路線でも利用できる。ただし「いわさきICカード」で適用される割引は適用されない。
積み増し（チャージ）した際には、入金額より割り増した金額が利用可能額として加算されるようになっている。また、割増率は入金額が大きいほど高くなる。 
相互利用のいわさきICカードともども、SUGOCA・nimoca・Suicaなどの全国相互利用ICカードとの相互利用はできない(詳細は鹿児島市交通局#ICカード乗車券の相互利用問題を参照)。ただし、桜島フェリー内や一部営業所でRapica（定期券を含む）を購入する際に、全国相互利用ICカードを使用することは可能である。

## 沿革
- 2005年4月1日 - 鹿児島市交通局、南国交通、林田バスの3社局で導入[5]。
  - なお、林田バスはのちにいわさきグループ傘下会社に事業譲渡したためいわさきICカードに移行した。
- 2007年4月1日 - 桜島フェリーでの取扱いを開始[6]。
- 2025年10月 - 積み増し時の1割加算を廃止予定[7]。

## カードの特徴
- 発売額は3,000円。利用額は2,750円で、デポジットは500円（カードが不要となった際に窓口に返却した場合はデポジット額が返還される）。利用可能額は割り増しとなっているため、発売額から500円を引いた金額より高い。バスや路面電車の車内のほか、各事業者の営業所や、鹿児島市内の一部の郵便局などで発売している。
- 1,000円単位で60,000円まで金額を積み増し可能。積み増しの際、金額の10％がプレミアムとして上乗せされる。
- さらに前回の積み増しから今回積み増しした時点までの利用額に応じての1パーセント10円単位で「ボーナス」も上乗せされる。鹿児島市電でのみセルフで積み増しが可能で、バスの場合は運転士に申告する必要がある。
- 同一事業者のバス同士を60分以内に乗り継ぐと、1度目と2度目の運賃合計額の5%を2度目の乗車時の運賃から割り引く。
- 鹿児島市電と市バスを60分以内に乗り継ぐと、2度目の乗車時の運賃から60円を割り引く。
- 鹿児島市電の場合、高見馬場電停か郡元電停で1系統と2系統を乗り継ぐと2回目の乗車が無料になる。
- 定期券はそのカードを発行した事業者のもののみ搭載可能（鹿児島市交通局発行のものは鹿児島市電・市バスの、南国交通発行のものは南国交通バスの定期券のみ搭載可能）。
- 桜島フェリーでの自動車航送運賃の支払いには利用不可（同乗者運賃の支払いには利用可）。
- 窓口にて利用履歴を確認できる。履歴印字も可能で日付、時刻、利用額、停留所名、系統名が印字される。（ただし履歴情報はカードでなくデータベースに保存されているため、最新の利用履歴は反映されないことがある、また、カードの発行事業者と窓口を運営する事業者が違うと確認できないことがある）。

### カードの積増方法

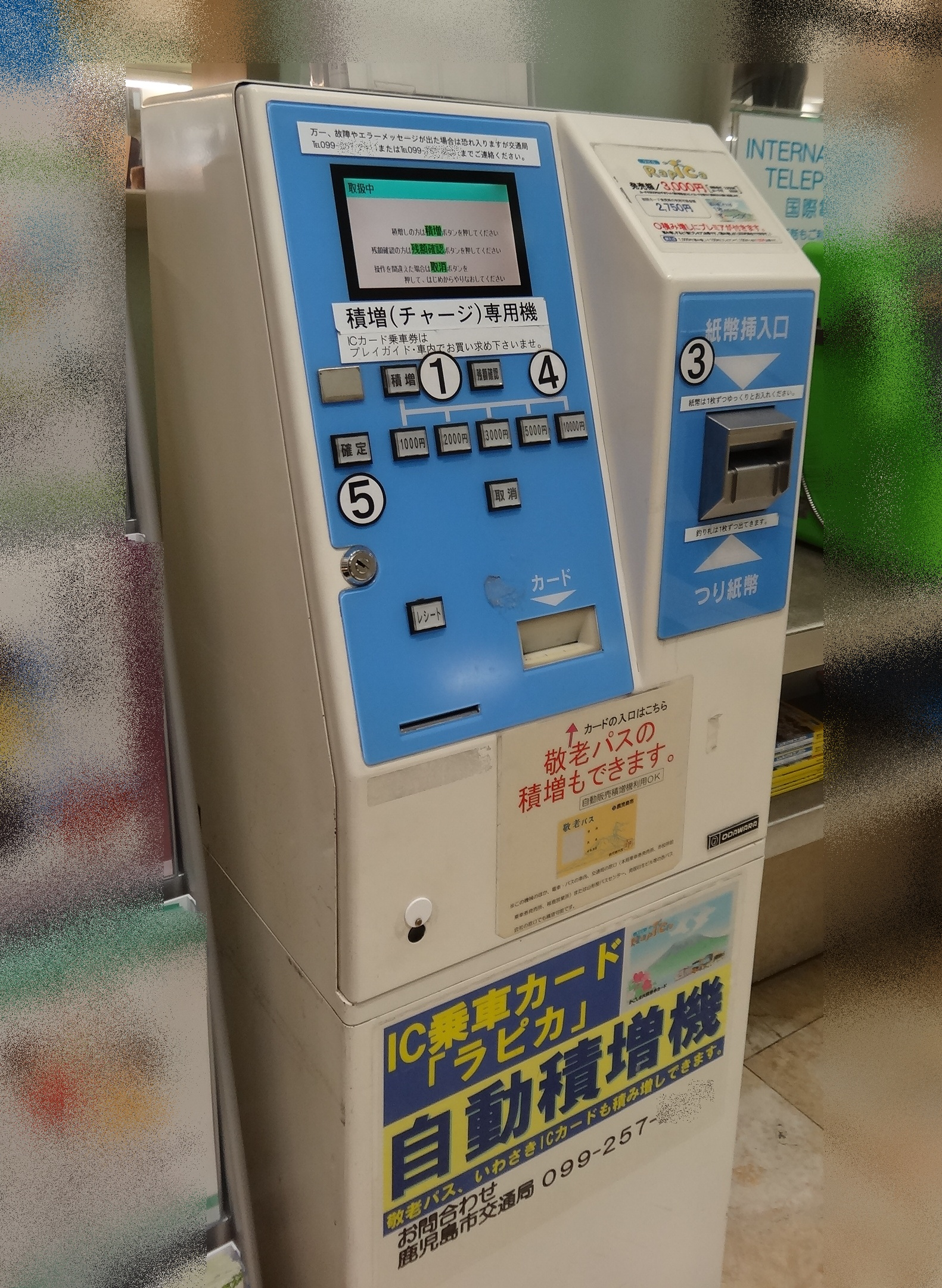
自動積増機（山形屋2号館1階）

各バス会社や鹿児島市電の車内・車両内・営業所などで、積み増しが出来る（営業所は下記参照）
バス車内では、運転手に申し出る。路面電車車両内では、自動積み増し機で行う。
また主要の駅や施設などにある自動積み増し機でも可能である